# Primi ministri del Kazakistan
I Primi ministri del Kazakistan si succedono dal 1920, data di istituzione della carica di capo del governo.

## Lista dei capi di governo del Kazakistan (1920-presente)

### Repubblica Socialista Sovietica Autonoma Kirghisa (1920–1925)

#### Presidente del Consiglio dei commissari del popolo
- Viktor Radus-Zen'kovič (12 ottobre 1920 – 1921)
- Muchamedchafij Murzagaliev (1921 – settembre 1922)
- Saken Sejfullin (settembre 1922 – ottobre 1924)
- Nygmet Nurmakov (ottobre 1924 – 19 febbraio 1925)

### Repubblica Socialista Sovietica Autonoma Kazaka (1925–1936)

#### Presidente del Consiglio dei commissari del popolo
- Nygmet Nurmakov (19 febbraio 1925 – maggio 1928)
- Uraz Isaev (maggio 1928 – 5 dicembre 1936)

### Repubblica Socialista Sovietica Kazaka (1936-1991)

#### Presidente del Consiglio dei commissari del popolo
- Uraz Isaev (5 dicembre 1936 – settembre 1937)
- Ibragim Tažiev (settembre 1937 – 17 luglio 1938)
- Nurtas Undasynov (17 luglio 1938 – 15 marzo 1946)

#### Presidente del Consiglio dei ministri
- Nurtas Undasynov (15 marzo 1946 – 24 marzo 1954)
- Elubaj Tajbekov (24 marzo 1954 – 31 marzo 1955)
- Dinmuchamed Kunaev (31 marzo 1955 – 20 gennaio 1960) (prima elezione)
- Žumabek Tašenev (20 gennaio 1960 – 6 gennaio 1961)
- Sal'ken Daulenov (6 gennaio 1961 – 13 settembre 1962)
- Masymchan Bejsembaev (13 settembre – 26 dicembre 1962) (prima elezione)
- Dinmuchamed Kunaev (26 dicembre 1962 – 7 dicembre 1964) (seconda elezione)
- Masymchan Bejsebaev (7 dicembre 1964 – 31 marzo 1970) (seconda elezione)
- Báıken Áshimov (31 marzo 1970 – 22 marzo 1984)
- Nursultan Nazarbaev (22 marzo 1984 – 27 luglio 1989)
- Uzakbaj Karamanov (27 luglio 1989 – 20 novembre 1991)

#### Primi ministri
- Uzakbaj Karamanov (20 novembre 1990 – 14 ottobre 1991)

### Repubblica Kazaka (1991–presente)
| Primo ministro      | Primo ministro | Primo ministro         | Partito                             | Inizio            | Fine              | Presidenti          |
| ------------------- | -------------- | ---------------------- | ----------------------------------- | ----------------- | ----------------- | ------------------- |
|                     |                | Sergej Tereščenko      | Indipendente                        | 14 ottobre 1991   | 12 ottobre 1994   | Nursultan Nazarbaev |
|                     |                | Ákejan Kajygeldın      | Unione del Popolo dell'Unità Kazaka | 12 ottobre 1994   | 10 ottobre 1997   | Nursultan Nazarbaev |
|                     |                | Nurlan Balǵymbaev      | Unione del Popolo dell'Unità Kazaka | 10 ottobre 1997   | 1º ottobre 1999   | Nursultan Nazarbaev |
|                     |                | Qasym-Jomart Toqaev    | Otan                                | 1º ottobre 1999   | 28 gennaio 2002   | Nursultan Nazarbaev |
|                     |                | Imanǵalı Tasmaǵambetov | Otan                                | 28 gennaio 2002   | 13 giugno 2003    | Nursultan Nazarbaev |
|                     |                | Danıal Ahmetov         | Otan, Nur Otan                      | 13 giugno 2003    | 10 gennaio 2007   | Nursultan Nazarbaev |
|                     |                | Kárim Másimov          | Nur Otan                            | 10 gennaio 2007   | 24 settembre 2012 | Nursultan Nazarbaev |
|                     |                | Serik Ahmetov          | Nur Otan                            | 24 settembre 2012 | 2 aprile 2014     | Nursultan Nazarbaev |
|                     |                | Kárim Másimov          | Nur Otan                            | 2 aprile 2014     | 8 settembre 2016  | Nursultan Nazarbaev |
|                     |                | Baqytjan Saǵyntaev     | Nu̇r Otan                            | 8 settembre 2016  | 21 febbraio 2019  | Nursultan Nazarbaev |
|                     |                | Asqar Mamın            | Nu̇r Otan                            | 21 febbraio 2019  | 5 gennaio 2022    | Nursultan Nazarbaev |
| Qasym-Jomart Toqaev |                | Asqar Mamın            | Nu̇r Otan                            | 21 febbraio 2019  | 5 gennaio 2022    |                     |
|                     |                | Álıhan Smaıylov        | Amanat                              | 5 gennaio 2022    | 5 febbraio 2024   |                     |
|                     |                | Roman Sklıar           | Amanat                              | 5 febbraio 2024   | 6 febbraio 2024   |                     |
|                     |                | Oljas Bektenov         | Amanat                              | 6 febbraio 2024   | in carica         |                     |